# Abi-...
Abi-... lub Abu-... (imię częściowo zachowane, w transliteracji z pisma klinowego zapisywane mAD-dx [x x]-me?; tłum. „Ojciec [...]” lub „Ojcze [...]”) – wysoki dostojnik (funkcja nieznana) za rządów asyryjskiego króla Adad-nirari II (911-891 p.n.e.); z asyryjskich list eponimów wiadomo, iż w 905 r. p.n.e. sprawował urząd limmu (eponima).